# Trip rock
Trip rock é um gênero musical que surgiu no final da década de 1980 em Bristol, Reino Unido. O estilo une o hip hop com elementos de música eletrônica, Jazz, Ambient e Rhythm and blues. O termo "trip rock" começou a ser usado pela banda holandesa The Gathering para descrever a sua música desde 1999.